# Jezioro Śniatowskie
Jezioro Śniatowskie – jezioro na Równinie Gryfickiej, położone w gminie Kamień Pomorski, w powiecie kamieńskim, w woj. zachodniopomorskim.
Powierzchnia jeziora wynosi 25,44 ha. Według typologii rybackiej jest to jezioro sandaczowe. Jezioro Śniatowskie ma wydłużony kształt ze zachodu na wschód oraz jest jeziorem o trudno dostępnych brzegach. Jego długość to ok. 1,5 km.
Nad południowo-wschodnim brzegiem jeziora leży osada Śniatowo. Na północ od jeziora znajduje się także osada Giżkowo i jej przysiółek Ganiec, powyżej nich przebiega droga wojewódzka nr 106.
Nazwa Jezioro Śniatowskie funkcjonuje od 1949 roku, kiedy to została zmieniona z poprzedniej niemieckiej nazwy Schnatower See.